# Kazimierz-Górskis-Goldene-Elf-Stadion
Das Kazimierz-Górskis-Goldene-Elf-Stadion (voller Name: polnisch Stadion Miejski im. Złotej Jedenastki Kazimierza Górskiego w Koninie; deutsch Städtisches Stadion in Konin benannt nach der goldenen Elf von Kazimierz Górski) ist ein Fußballstadion in der polnischen Stadt Konin. Es ist die Heimspielstätte des Frauenfußballvereins Medyk Konin und des KS Górnik Konin. Das Stadion gehört zum Miejski Ośrodek Sportu i Rekreacji w Koninie (MOSiR Konin, deutsch Städtisches Sport- und Freizeitzentrum in Konin).

## Geschichte
Die 1975 eingeweihte Anlage in der Nähe des Flusses Warthe bietet gegenwärtig 7.871 Zuschauern Platz, 2.921 auf Sitzplätzen. Es wurde größtenteils durch die lokale Industrie finanziert. Zu Beginn fasste das weite Rund 15.000 Besucher. Ende der 1990er Jahre wurden die alten Holzbänke auf den Längstribünen im Westen und Osten durch Kunststoffsitze ersetzt. Dies war in der Zeit als Górnik Konin (damals: Aluminium Konin) das Endspiel im Polnischen Fußballpokal 1997/98 erreichte und den Aufstieg in die Ekstraklasa nur knapp verpasste. Im Halbfinale des Pokals zwischen Konin und Polonia Warschau füllten 9.000 Zuschauer das Stadion. Bis heute ist dies der Besucherrekord. 2011 wurden die übriggebliebenen Bänke aus dem Stadion entfernt, sodass der größte Teil der Tribünen nicht mehr genutzt werden kann. Benannt ist die Sportstätte nach Kazimierz Górski (1921–2006), dem ehemaligen Trainer der polnischen Fußballnationalmannschaft von 1971 bis 1976. Dies beschloss die Stadt am 21. März 1991. Mit Górski feierte die Mannschaft ihre größten Erfolge und wurde 1972 Olympiasieger, erreichte bei der Fußball-Weltmeisterschaft 1974 den dritten Platz und holte die Silbermedaille bei den Olympischen Sommerspielen 1976. Zu dieser Zeit gehörten u. a. Grzegorz Lato, Kazimierz Deyna und Andrzej Szarmach dem Team an.